# Jalan Besar Stadium
Das Jalan Besar Stadium ist ein Fußballstadion in Jalan Besar, Kallang, Singapur. Es hat eine Kapazität von 6.500 Plätzen und ist Teil des Jalan Besar Sports and Recreation Centre, einer Sportanlage, die auch eine Schwimmhalle beinhaltet. Es ist das Heimstadion der Young Lions und war das Heimstadion der Singapore LionsXII.
Außerdem wurde es für die Singapurische Fußballnationalmannschaft verwendet, während das Nationalstadion Singapur gebaut wurde. Selten spielt die Nationalmannschaft auch noch hier als Alternative zum Nationalstadion, wie z.b. bei der Südostasienmeisterschaft 2022.
Es war einer von zwei Austragungsorten der U-17-Fußball-Asienmeisterschaft 2006.